# Orczy László
Báró orci Orczy László (Tarnaörs, 1750. április 14. – Pest, 1807. április 15.) főispán, császári és királyi kamarás, Orczy József testvéröccse.

## Élete
Egerben kezdett tanulmányait Bécsben folytatta. 23 éves korában a kassai kamaránál tanácsos lett, 1783-ben a temesvári királyi kamara adminisztrátora; 1784-től haláláig Abaúj vármegye főispánja; 1785-ben Pesten ugyanezt a hivatalt viselte. 1787-ben valóságos belső titkos tanácsos lett és miután a királyi helytartótanácsot egyesítették a királyi kamarával, annak első tanácsosává nevezték ki. Az 1790. évi országos bandériumnak Budán fővezére volt. 1792-től a királyi udvari kamara másodelnöke volt. 1806-ban nyugalomba vonult és megkapta a Királyi Szent István-rendet. Az Orczy-kertet, melyet ő alkotott, Pest városának ajándékozta.
Beszédei a Hadi és más nevezetes Történetekben (1790. II. 613., 626., 1791. IV. 150., 154. lap).
Levele: Pest, 1802. aug. 4. (a Magyar Nemzeti Múzeumban).

## Munkája
- Orczy László kir. biztos beszéde, Ürményi Józsefnek Fehérmegye főispáni székébe lett beiktatása alkalmatosságával 1802. szept. 4. (Három beszédek. Veszprém)